# Смит, Дейв (гребец)
Дэвид Смит (англ. David Smith; род. 1987) — австралийский гребец-байдарочник, выступает за сборную Австралии с 2008 года. Чемпион летних Олимпийских игр в Лондоне, серебряный и бронзовый призёр чемпионатов мира, победитель многих регат национального и международного значения.

## Биография
Дейв Смит родился 13 февраля 1987 года в городе Шеллхарборе, штат Новый Южный Уэльс. Активно заниматься греблей начал с раннего детства, проходил подготовку в каноэ-клубе Illawarra.
Благодаря череде удачных выступлений удостоился права защищать честь страны на летних Олимпийских играх 2008 года в Пекине — в составе четырёхместного экипажа, куда также вошли гребцы Тони Шумахер, Тейт Смит и Клинт Робинсон, стартовал на дистанции 1000 метров, однако сумел дойти лишь до стадии полуфиналов, где финишировал четвёртым.
Первого серьёзного успеха на взрослом международном уровне добился в 2009 году, когда попал в основной состав австралийской национальной сборной и побывал на чемпионате мира в канадском Дартмуте, откуда привёз награду серебряного достоинства, выигранную в зачёте двухместных байдарок на километровой дистанции. Два года спустя выступил на мировом первенстве в венгерском Сегеде, где стал серебряным призёром среди четвёрок на тысяче метрах.
Будучи одним из лидеров гребной команды Австралии, Смит благополучно прошёл квалификацию на Олимпийские игры 2012 года в Лондоне. В двойках на тысяче метрах вместе с напарником Кеном Уоллесом дошёл до финальной стадии турнира, но в решающем заезде финишировал лишь четвёртым, немного не дотянув до призовых позиций. В четвёрках на тысяче метрах совместно с такими гребцами как Тейт Смит, Мюррей Стюарт и Джейкоб Клир обогнал всех своих соперников и завоевал тем самым золотую олимпийскую медаль.
После лондонской Олимпиады Дейв Смит остался в основном составе австралийской национальной сборной и продолжил принимать участие в крупнейших международных регатах. Так, в 2013 году он отправился представлять страну на чемпионате мира в Дуйсбурге, где получил бронзовую медаль в километровой гонке четырёхместных экипажей.